# Oresbius albicoxus
Oresbius albicoxus är en stekelart som först beskrevs av Léon Abel Provancher 1875.  Oresbius albicoxus ingår i släktet Oresbius och familjen brokparasitsteklar. Inga underarter finns listade i Catalogue of Life.